# 泗洲镇
泗洲镇，是中华人民共和国江西省上饶市德兴市下辖的一个乡镇级行政单位。

## 行政区划
泗洲镇下辖以下地区：
金家社区、张家畈社区、铜埠社区、祝家社区、铜城社区、立新村、中洲村和潭埠村。